# Botaji kultúra
A botaji kultúra i. e. 3500 körüli (i. e. 3700–3100 közötti) rézkori kultúra volt az Uraltól keletre eső sztyeppeövezetben a mai Kazahsztán északi részén, amelyben vadlovaké mellett nagy mennyiségben találtak háziasított lovak csontját is. Ezzel mintegy ezer évvel korábbról sikerült a ló háziasítására bizonyítékot találni, mint ahogy eddig a kutatók gondolták.

## Az ásatások
Az ásatások Marsha Levine vezetésével brit–kazahsztáni tudományos együttműködés keretében folynak 1993 óta. A régészek eddig három hasonló jellegű település maradványait tárták fel az észak-kazahsztáni Kokszetan régióban az Iman-Burluk folyó mellett, Krasznij Jar, Vaszilkovka és Botaj falvak közelében, mely utóbbiról az egész régészeti kultúra a nevét kapta.

## Népesség
Tárgyi emlékei és embertani alkata szerint mindkét népesség jelentősen eltér az i. e. IV. évezredtől Kelet-Európából Közép-Ázsia felé terjeszkedő indoeurópainak tartott földművelő kultúráktól.[forrás?] (Kurgánsíros kultúrák, proto-indoeurópaiak.) A botaji kultúra emlékei ezért a közép-ázsiai történeti kapcsolatokat mutató, nem indoeurópai népek eredete szempontjából különösen érdekesek lehetnek.[forrás?]

## Lótartás
A lovak vadászata több ezer éve jellemezte az Uráltól keletre eső sztyepp lakosságát. Botajban nagy mennyiségű lócsontot találtak, amelyek különböznek a területen élő vadlovaktól, ami arra mutat, hogy a lovakat szelektálták, tenyésztették. Zsírnyomokat keresve cserépedényeken azt találták, hogy edényekben lótejet tároltak, azaz a lovakat fejték. Az edényekben esetleg kumiszt is erjeszthettek. A lócsontokon zabla okozta elváltozásokat találtak, azaz a lovakat felhámozva munkára fogták, esetleg meglovagolták. A ló alkalmasabb állat a téli szabad tartásra, mint a szarvasmarha, kecske vagy a birka, mert télen a nagy hó alól is ki tudja kaparni a füvet, amit azután lelegelhet, míg a többi állatot télen takarmányozni kell. A lovakat koruk szerint is vizsgálják még, így próbálva megállapítani, hogy mire használták őket elsődlegesen. 
A botaji kultúrához hasonló jegyeket visel az Altajban az afanaszjevói kultúra és Kelet-Kazahsztában az uszty-narimi kultúra. 